# Гілі (Канзас)
Гілі (англ. Healy) — переписна місцевість (CDP) в США, в окрузі Лейн штату Канзас. Населення — 195 осіб (2020).

## Географія
Гілі розташоване за координатами 38°36′11″ пн. ш. 100°37′3″ зх. д. / 38.60306° пн. ш. 100.61750° зх. д. (38.603042, -100.617590).  За даними Бюро перепису населення США в 2010 році переписна місцевість мала площу 8,96 км², уся площа — суходіл.

## Демографія
Згідно з переписом 2010 року, у переписній місцевості мешкали 234 особи в 88 домогосподарствах у складі 70 родин. Густота населення становила 26 осіб/км².  Було 109 помешкань (12/км²).
Расовий склад населення:
| - 90,2 % — білих - 2,1 % — корінних американців - 0,9 % — чорних або афроамериканців - 6,8 % — осіб інших рас |

До двох чи більше рас належало 0,0 %. Частка іспаномовних становила 13,2 % від усіх жителів.
За віковим діапазоном населення розподілялося таким чином: 30,8 % — особи молодші 18 років, 53,4 % — особи у віці 18—64 років, 15,8 % — особи у віці 65 років та старші. Медіана віку мешканця становила 39,7 року. На 100 осіб жіночої статі у переписній місцевості припадало 96,6 чоловіків;  на 100 жінок у віці від 18 років та старших — 102,5 чоловіків також старших 18 років.
Середній дохід на одне домашнє господарство  становив 67 206 доларів США (медіана — 54 583), а середній дохід на одну сім'ю — 70 480 доларів (медіана — 59 375). За межею бідності перебувало 17,9 % осіб, у тому числі 45,8 % дітей у віці до 18 років та 0,0 % осіб у віці 65 років та старших.
Цивільне працевлаштоване населення становило 137 осіб. Основні галузі зайнятості: освіта, охорона здоров'я та соціальна допомога — 28,5 %, роздрібна торгівля — 21,2 %, сільське господарство, лісництво, риболовля — 13,9 %, оптова торгівля — 12,4 %.